# Elektrokardiogram
Elektrokardiogram (forkortet EKG) er en kortlægning af hjertets spændingsforskelle. Kortlægningen foregår ved, at der sættes en række elektroder forskellige steder på patientens krop, afhængig af hvilken vinkel hjertet skal måles fra. Normalt vil man enten tage en standardafledning eller 12-punkt afledning.
Ved en standardafledning sættes der 3 elektroder på brystkassen på: højre skulder, venstre skulder og under venstre kurvatur.
Denne afledning bruges blandt andet til monitorering af rytmeforstyrrelser, f.eks. under operation.

Ved en 12-punkts afledning placeres der 10 elektroder: en på hvert håndled og fodryg samt 6 elektroder over brystkassen i et bestemt mønster. 12-punkts EKG bruges til at understøtte diagnoser, f.eks. ved rytmeforstyrrelser (arytmier) eller brystsmerter.

## Hjertets ledningssystem
Hjertets slag styres af en elektrisk impuls, som bevæger sig igennem hjertemusklen via nogle særlige ledningsbaner. Ledningsbanerne består af muskelfibre, som er specialiserede i at lede elektriske signaler.

Den sympatiske og parasympatiske innervation stammer fra nervus vagus, som sender signaler fra hjernestammen til Sinusknuden. Selve udbredelsen og dannelsen af det egentlige impuls starter i Sinusknudens pacemakerceller, som selv er i stand til skiftevis at ændre membranpotentialet og danne et aktionspotentiale. Fra sinusknuden udbreder impulsen sig til venstre atrie og til AV-knuden. Impulsen får her de to forkamre til at trække sig sammen og pumper derved blod ned i hjertekamrene (ventriklerne).

Impulsen ledes herefter over AV-knuden (atrie/ventrikel knuden), som fører den mod ventriklerne til det his'ske bundt, der er endnu en samling af ledningsfibre. Fra det his'ske bundt ledes impulsen ned gennem purkinjefibrene i hjertemusklen (myocardiet). Purkinjefibrene er elektriske ledende muskelfibre, som har til formål at få hjertemusklen til at trække sig sammen på den rigtige måde, så det foregår synkront. Når impulsen ledes igennem purkinjefibrene, trækker ventriklerne sig sammen, og der pumpes blod ud i aorta (fra venstre ventrikel) og til lungerne (fra højre ventrikel).
Det er denne impulsudbredning, man kan måle på et EKG. Når impulsen bevæger sig, skabes der en spændingsforskel, som kan måles via elektroderne. Når impulsen bevæger sig imod en elektrode, kommer der en tak opad, og når den bevæger sig væk fra elektroden, kommer der en tak nedad.

På et EKG vil der være flere takker. Den første, P-takken, repræsenterer depolariseringen af hjertets atrier. Derefter følger det såkaldte QRS-kompleks, der repræsenterer depolariseringen af hjertets ventrikler og til sidst T-takken, der repræsenterer repolariseringen af ventriklerne. Repolarisering af atrierne går tabt på EKG, idet denne menes at foregå samtidigt med depolarisering af ventriklerne og derfor går tabt i QRS-komplekset.
Formen og størrelsen af disse takker varierer for hver måling, da målingerne viser den elektriske aktivitet af hjertet fra en unik position hver gang.

## Anvendelse
EKG bruges i sundhedsvæsenet til at få oplysninger om patientens hjerterytme, der kan være med til at opklare en eventuel sammenhæng mellem symptomer og hjertets funktion. Eksempler på dette ses efter et akut myokardieinfarkt, hvor der findes to grundlæggende typer i forhold til EKG: STEMI og Non-stemi. STEMI er generelt de største og står for ST-segment Eleveret myokardieinfarkt. Ved STEMI ses et tydeligt hævet plateau mellem S og T takken på EKG. Non-stemi er en type infarkt, hvor der ikke ses eleveret ST-segment. I begge tilfælde vil der dog ses en dybere Q-tak samt en omvendt T-tak.
Ved anstrengelsessmerter i thorax udsættes patienten for belastningsøvelset ved at blive placeret på en cykel, hvorefter vedkommende belaster hjertet, mens der optages EKG. Eventuelle hjerteproblemer, der kun manifesterer sig ved kraftig belastning, kan på denne måde registreres.
EKG er en ganske almindelig undersøgelse og kan for kardiologer og andre øvede også fortælle om hjertets placering og drejning i forhold til normalen. Ændringer i hjertets position ses ofte i forbindelse med overvægt, en tilstand, der kan være bidragende til hjerteproblemer.